# 喜納翼
喜納 翼（きな つばさ、1990年5月18日 - ）は、日本の車いすマラソン選手。東京マラソンで2020年と2022年に優勝し、2018年は3位だった。女子車いすマラソンの日本記録保持者であり、2020年東京パラリンピック、2024年パリパラリンピックに出場した。

## 私生活
沖縄県出身で、10代の頃はバスケットボールをしていた。トレーニング中に事故に遭い、車いす生活を余儀なくされた。

## 競技歴
2013年に初めて車いすマラソンに出場した。2016年の大分国際車いすマラソンで優勝し、2017年のGrand Prix Arizonaの800m走（T54）で優勝した。2018年の東京マラソンでは1:46:17で3位だった。2019年には、個人ベスト記録1:39:36をマークし、東京マラソンの出場権を得たが、タイヤのパンクで完走できなかった。その後、大分国際車いすマラソンで2位となり、タイム01:35:50は、それまでの日本記録を2分以上も更新した。
2020年の東京マラソンの女子車いすマラソンで優勝した（タイムは01:40:00）。レースには3人の選手が出場し、彼女は開始時から主導権を握り、最後まで維持した。東京マラソンで初優勝を果たし、優勝タイムは大会新記録となった。東京マラソンのコースの一部が2020年東京パラリンピックのマラソンでも使用された。
2020年東京パラリンピックのマラソン（T54）に出場し、7位でフィニッシュした。また、2022年の東京マラソンで優勝し、完走した選手2人のうちの1人となった。
2024年パリパラリンピックのマラソン（T54）に出場し、12位。